# Partido do Manifesto do Povo
Partido do Manifesto do Povo é um partido político de Guiné-Bissau, fundado em 2004 por Faustino Imbali.